# 아빠하고 나하고 (예능)
《아빠하고 나하고》는 TV조선에서 방영된 예능 프로그램이다.

## 기획 의도
- "세상 누구보다 가깝지만 때론 세상 누구보다 멀게만 느껴지는 아빠와 딸. 이제 가슴속 앙금을 털어놓고 서로를 이해하고 용서하는 시간을 가져보려 한다."

## 방송 일정
| 방송 채널 | 방송 시즌 | 방송 기간                         | 방송 시간                     | 비고      |
| --------- | --------- | --------------------------------- | ----------------------------- | --------- |
| TV CHOSUN | 1         | 2023년 12월 6일 ~ 2024년 10월 2일 | 매주 수요일 밤 10시 ~ 밤 12시 | 정규 편성 |
| TV CHOSUN | 2         | 2025년 3월 11일 ~ 2025년 6월 24일 | 매주 화요일 밤 10시 ~ 밤 12시 | 정규 편성 |

## 진행자
- 전현무

## 출연자
- 이승연
- 강주은
- 박세라
- 박시후 (8회 ~ 13회, 24회, 25회)
- 백일섭
- 김병옥 (22회, 23회, 26회 ~ 29회)
- 서효림 (26회 ~ 30회, 44회, 45회)
- 장광 (30회 ~ 39회, 41회 ~ 42회[1], 47회 ~ 50회, 52회, 56회)
- 함익병 (39회 ~ 42회)
- 이건주 (43회 ~ 56회)
- 여경래 (43회 ~ 56회)
- 임현식 (46회, 47회)
- 박한별 (46회, 47회)
- 장서희 (48회, 49회)
- 오광록 (52회 ~ 56회)

## 스페셜 출연자
- 소이현 (4회, 5회, 6회[2])
- 안현모 (6회[3], 7회)
- 김빈우 (10회, 11회)
- 우주소녀 수빈 (12회, 13회, 15회[4] ~ 56회)
- 남진 (14회, 15회[5])
- 안현모 (15회[4], 16회)
- 정서주, 배아현, 오유진 (17회, 18회, 19회)
- 오유진 (20회, 21회)
- 박중훈 (21회 ~ 23회)
- 배아현 (23회, 24회, 31회 ~ 33회)
- 손담비 (33회 ~ 38회, 41회, 42회)

## 결방 사유

### 2024년
- 6월 5일 - 영화 건국전쟁 편성으로 인한 결방.

### 2025년
- 5월 27일 - 《대통령 선거 후보자 토론회》 편성으로 인한 결방.
- 6월 3일 - 《결정 2025》 편성으로 인한 결방.